# Jean Forestier
Jean Forestier, nascido a 7 de outubro de 1930 em Lyon, é um antigo ciclista francês. Profissional de 1953 a 1965, ganhou a Paris-Roubaix, o Volta à Flandres em 1956 e a classificação por pontos Tour de France de 1957.

## Palmarés
| 1953 - Polymultipliée Lyonnaise 1954 - Volta à Romandia, mais 1 etapa - 1 etapa do Tour de France 1955 - Paris-Roubaix - 1 etapa do Tour du Sud-Est - 1 etapa do Tour de France - Grande Prêmio de Cannes 1956 - Volta à Flandres - 1 etapa do Tour de France | 1957 - Critérium Nacional - Volta à Romandia, mais 2 etapas - 1 etapa da Dauphiné Libéré - Classificação por pontos do Tour de France - 3º no Campeonato da França de Ciclismo em Estrada 1958 - 1 etapa da Dauphiné Libéré 1959 - 2º no Campeonato da França de Ciclismo em Estrada 1961 - 1 etapa do Tour de France |

## Resultados nas grandes voltadas
| Carreira           | 1953 | 1954 | 1955 | 1956 | 1957 | 1958 | 1959 | 1960 | 1961 | 1962 | 1963 | 1964 | 1965 |
| ------------------ | ---- | ---- | ---- | ---- | ---- | ---- | ---- | ---- | ---- | ---- | ---- | ---- | ---- |
| Giro d'Italia      | -    | -    | -    | -    | -    | -    | -    | -    | -    | -    | -    | -    | -    |
| Tour de France     | 39º  | 27º  | 32º  | 14º  | 4º   | Ab.  | 34º  | Ab.  | 35º  | 36º  | -    | -    | -    |
| Volta a Espanha    | -    | -    | -    | -    | -    | -    | -    | -    | -    | -    | -    | -    | -    |
| Mundial em Estrada | -    | 8º   | -    | Ab.  | 23º  | 5º   | -    | -    | -    | -    | -    | -    | -    |